# گیتون، نورفک
گیتون (به انگلیسی: Gayton) یک روستا و محله مدنی در بریتانیا است که در King's Lynn and West Norfolk واقع شده‌است. گیتون ۲۲٫۸۴ کیلومتر مربع مساحت و ۱٬۴۳۲ نفر جمعیت دارد.